# (466605) 2014 UP204
(466605) 2014 UP204 es un asteroide perteneciente al cinturón de asteroides, descubierto el 24 de enero de 2007 por el equipo Spacewatch desde el Observatorio Nacional de Kitt Peak (Arizona, Estados Unidos).